# 瑪麗亞群島 (南方群島)
瑪麗亞群島（法語：Îles Maria）是南太平洋法屬波利尼西亞南方群島最西端的環礁，由4座島嶼組成，位於里馬塔拉島東南東205公里，由里马塔拉市鎮負責管轄，面積1.9平方公里，島上無人居住。